# Los tres berretines
Los tres berretines és la segona pel·lícula de cinema sonor argentí, estrenada a penes una setmana després de la primera, Tango! Realitzada per Lumiton, va ser dirigida per Enrique Telémaco Susini i protagonitzada per Luis Arata, Luis Sandrini i Luisa Vehil. Va ser estrenada el 19 de maig de 1933 a la sala Ástor de Buenos Aires. En l'elenc participen importants músics de tango, com Aníbal Troilo i Osvaldo Fresedo.

## Circumstàncies
Los tres berretines es va estrenar inicialment com a obra de teatre; la gran diferència argumental és que, mentre en l'obra de teatre els tres berretines eren el tango, el futbol i la ràdio, en la pel·lícula l'últim berretín (la ràdio) és reemplaçat pel cinema.
Va ser la segona pel·lícula sonora del cinema argentí (després de Tango!, estrenada una setmana abans) i la primera a tenir un guió i relatar una història. Els Estudis Lumiton, que havien construït noves i modernes instal·lacions especialment dissenyades per a produir films i dotades dels últims avançaments tècnics, van portar d'Europa per a fer-se càrrec de la fotografia, a John Alton, qui va realitzar una aportació molt important en la primera pel·lícula del nou estudi, Los tres berretines, film en els crèdits del qual no figura el nom del seu director Enrique Telémaco Susini ni del guionista ni del personal tècnic sinó la llegenda “Versión cinematográfica, fotografía, sonido y laboratorio, Lumiton”. Per la seva notable actuació en aquesta pel·lícula Luis Sandrini va ser la primera estrella del cinema local.

## Argument
La pel·lícula es denomina Los tres berretines, perquè està referida als tres principals "berretines" (entreteniments o aficions) dels portenys: el futbol, el tango i el cinema. És la història d'una família de classe mitjana de Buenos Aires, que viu d'una ferreteria, en la qual el pare es queixa, perquè tots tenen un "berretín" (hobby) que els porta a desatendre el negoci familiar. Finalment és el propi pare, qui acaba sent guanyat pels tres berretines.

## Repartiment
- Luis Arata...Manuel Sequeira
- Luis Sandrini...Eusebio
- Luisa Vehil...Susana
- Florindo Ferrario...Eduardo
- Benita Puértolas...Carmen
- Héctor Quintanilla...avi
- Malena Bravo
- Dolores Dardés...àvia
- Miguel Ángel Lauri...Lorenzo
- Luis Díaz...cantor
- Dora del Grande
- Mario Danesi
- Homero Cárpena
- Mario Mario
- Trío Foccile-Marafiotti
- Aníbal Troilo
- Miguel Leme
- Osvaldo Fresedo

El conjunt anunciat com a Trío Foccile-Marafiotti estava compost per a l'ocasió per José María Rizutti al piano, Vicente Tagliacozzo al violí i Aníbal Troilo en bandoneó.